# Stefan Doernberg
Stefan Doernberg (21. června 1924 – 3. května 2010) byl spisovatel, středoškolský učitel a badatel a také poslední ředitel Ústavu mezinárodních vztahů Akademie státu a právní vědy (německy: ASR) Německé demokratické republiky. V letech 1981 až 1987 byl východoněmeckým velvyslancem ve Finsku.

## Mládí
Doernberg se narodil jako syn úředníka KPD. V roce 1935 emigroval se svými rodiči do Sovětského svazu, kde navštěvoval školu Karla Liebknechta. V roce 1939 vstoupil do KJVD a získal Abitur v Moskvě.
V den operace Barbarossa vstoupil do Rudé armády. Kvůli svému německému původu byl dočasně internován v pracovním táboře na Uralu, ale po škole v Kominterně se z pobytu tam vrátil na frontu. Jako poručík se zúčastnil bojů na Ukrajině, v Polsku a Berlíně.